# Nagroda im. Kazimierza Ostrowskiego
Nagroda im. Kazimierza Ostrowskiego – doroczne wyróżnienie przyznawane za wybitne osiągnięcia w dziedzinie malarstwa, wręczane od 2002.
W 2002 Zarząd Okręgu Gdańskiego Związku Polskich Artystów Plastyków podjął uchwałę o przyznawaniu rokrocznie Nagrody im. Kazimierza Ostrowskiego za wybitne osiągnięcia w dziedzinie malarstwa. Inicjatorem urzeczywistnienia idei Nagrody był Krzysztof Izdebski, ówczesny prezes Okręgu ZPAP w Gdańsku. Nagroda ma charakter ogólnopolski. Decyzją Kapituły, w skład której wchodzą przedstawiciele świata sztuki i nauki, nagradzani są najwybitniejsi polscy malarze.
Nagroda składa się z:
- retrospektywnej wystawy twórczości laureata,
- katalogu prezentującego dorobek artystyczny laureata,
- gratyfikacji finansowej,
- od II edycji – statuetki Marsjasza (parafraza antycznej kopii postaci Marsjasza, znajdującej się w Luwrze, autorstwa Ewy Topolan; pomysłodawcą idei statuetki, odwołującej się do mitologicznej rywalizacji między Apollem a Marsjaszem, jest prezes ZPAP Janusz Janowski, od II edycji odpowiedzialny za organizację Nagrody).

W skład Kapituły Nagrody wchodzili m.in.: historycy i teoretycy sztuki (Maria Poprzęcka – Warszawa, Jerzy Malinowski – Toruń, Warszawa, Wiesław Juszczak – Warszawa, Teresa Grzybkowska – Warszawa, Maciej Mazurek – Poznań, Warszawa), filozofowie (Władysław Stróżewski – Kraków, Grzegorz Dziamski – Poznań), artyści (Paweł Huelle – Gdańsk, Maciej Świeszewski – Gdańsk, Tomasz Bogusławski – Gdańsk, Janusz Janowski – Gdańsk, Krzysztof Izdebski – Gdańsk, Aldona Mickiewicz – Kraków).

## Laureaci
- 2001 – Teresa Pągowska – Warszawa, nagroda przyznana w 2002
- 2002 – Kiejstut Bereźnicki – Sopot, 2003
- 2003 – Jacek Sempoliński – Warszawa, 2004
- 2004 – Stefan Gierowski – Warszawa, 2005
- 2005 – Maciej Świeszewski – Gdańsk, 2006
- 2006 – Władysław Jackiewicz – Gdańsk, 2007
- 2007 – Janina Kraupe – Kraków, 2008
- 2008 – Aldona Mickiewicz[1] – Kraków, 2009
- 2009 – Tadeusz Dominik[2] – Warszawa, 2010
- 2010 – Stanisław Rodziński[3][4] – Kraków, 2011
- 2011 – Zbigniew Makowski – Warszawa, 2012
- 2012 – Stanisław Fijałkowski (malarz)[5] – Łódź, 2013
- 2013 – Jarosław Modzelewski – Warszawa, 2014
- 2014 – Stanisław Białogłowicz – Gdańsk, 2015[6]
- 2015 – Lech Majewski – Katowice, 2016
- 2016 – Janusz Lewandowski – Warszawa, 2017
- 2017 – Leszek Mądzik – Lublin, 2018
- 2018 – Henryk Cześnik – Sopot, 2019
- 2019 – Stanisław Baj – Dołhobrody, 2020
- 2020 – Teresa Miszkin – Gdańsk, 2021[7]
- 2021 – Bartek Materka – Kraków, 2022[8]
- 2022 – Marcin Zawicki – Gdańsk, 2023[9]